# Ulice
Pour l’article homonyme, voir Ulice (Zvornik).
Ulice (en serbe cyrillique : Улице) est un village de Bosnie-Herzégovine. Il est situé dans le district de Brčko. Selon les premiers résultats du recensement de 2013, il compte 1 075 habitants.

## Géographie
Le village est situé sur les bords de la rivière Tinja, un affluent de la Save.

## Démographie

### Évolution historique de la population dans la localité
| 1948 | 1953 | 1961  | 1971  | 1981  | 1991  | 2013  |
| ---- | ---- | ----- | ----- | ----- | ----- | ----- |
| -    | -    | 1 378 | 1 411 | 1 259 | 1 266 | 1 075 |

|  |

### Communauté locale
En 1991, la communauté locale d'Ulice comptait 1 910 habitants, répartis de la manière suivante :